# Peter Wieselgren

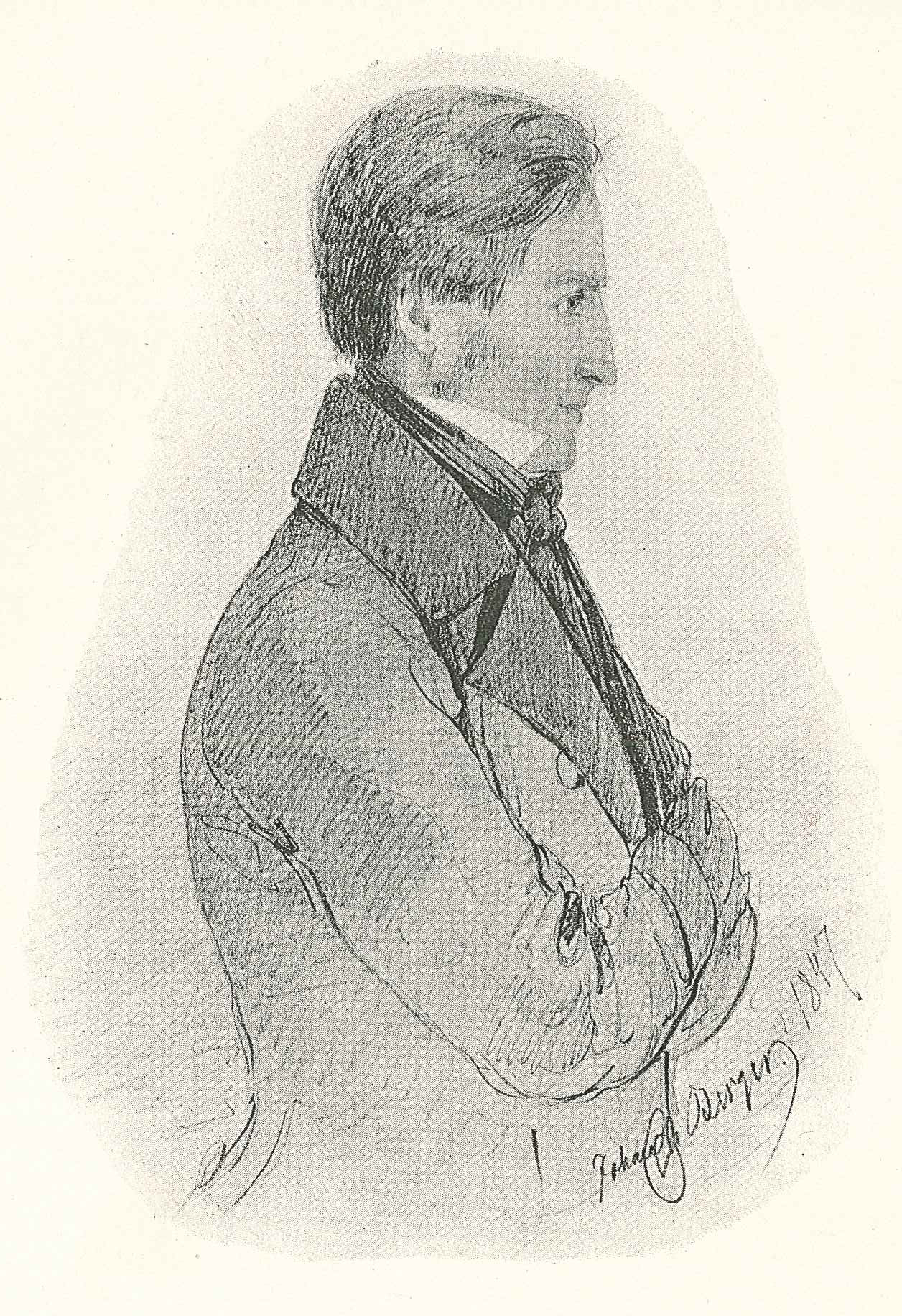
Peter Wieselgren tecknad av Johan Christian Berger 1847.

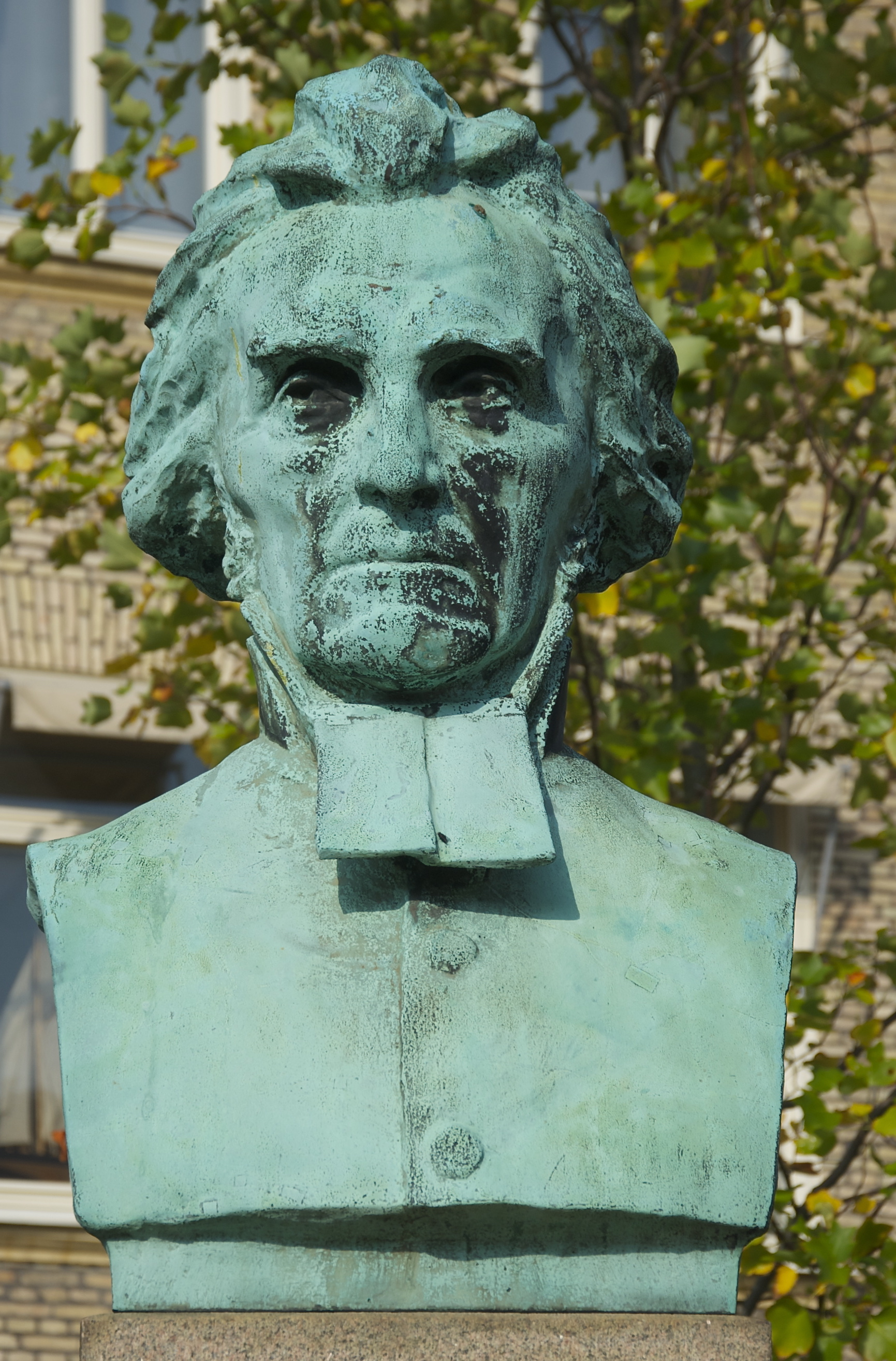
Bronsbyst av Peter Wieselgren på domkyrkoplatsen vid Göteborgs domkyrka. Den är utförd av Bror Chronander och avtäcktes av professor Waldemar Rudin den 1 oktober 1910 på 110-årsdagen av Wieselgrens födelse. Detta var då det fjärde minnesmärket i landet över honom.

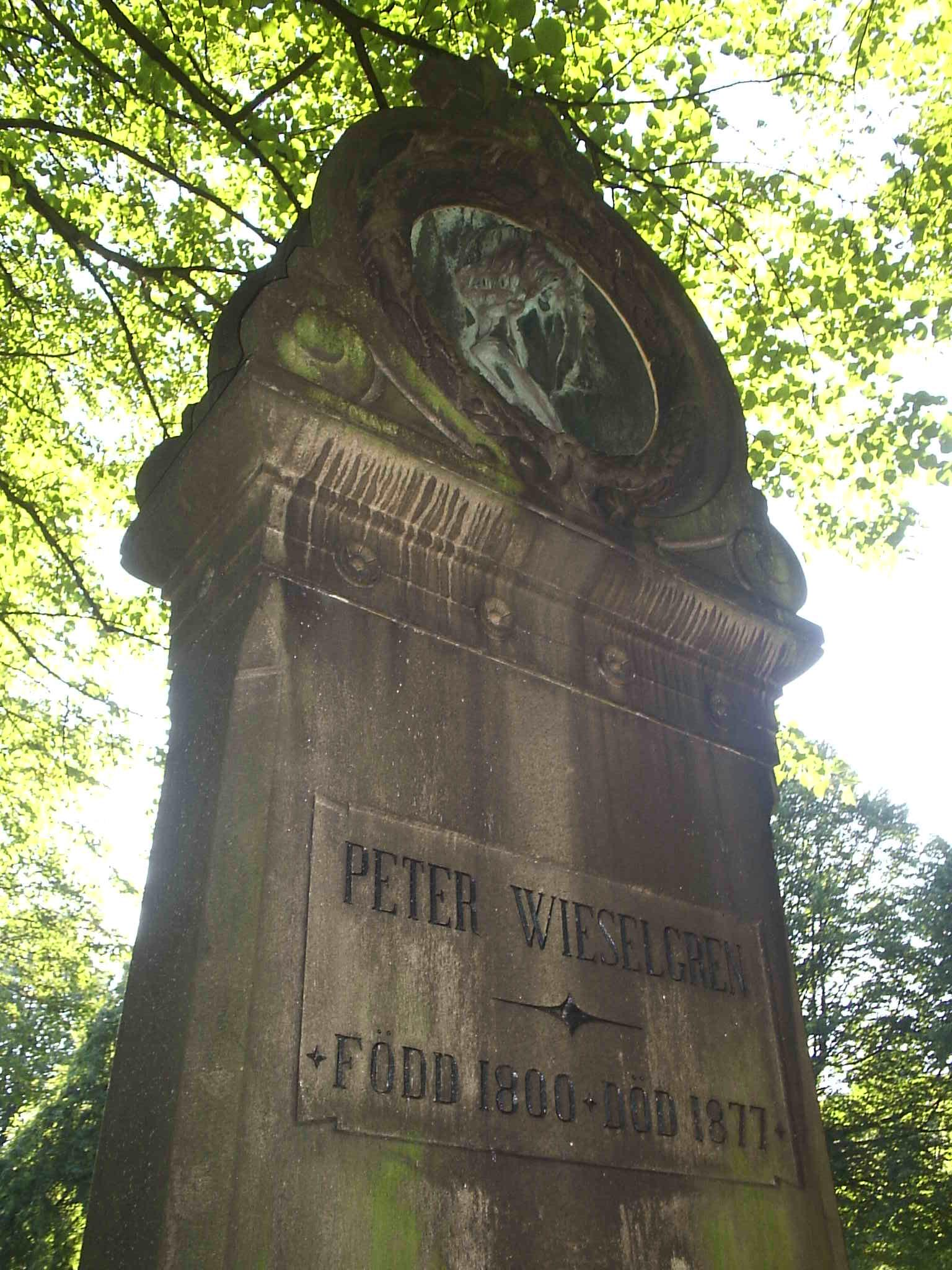
Peter Wieselgrens grav på Stampens kyrkogård i Göteborg.

Peter (Per) Wieselgren (ursprungligen Jonasson), född den 1 oktober 1800 på Spånhult i Vislanda socken i Småland, död den 10 oktober 1877 i Göteborg (Domkyrkoförsamlingen), var en svensk präst, nykterhetsförkämpe, litteratur-, kultur- och personhistoriker.

## Biografi
Peter Wieselgren tillhörde en gammal ansedd värendsk bondesläkt som alltsedan Gustav Vasas dagar bott på samma gård. Namnet Peter sägs ha uppkommit sedan prosten Peter Hyltenius hört fel, egentligen skulle han ha döpts till Pehr. Det senare namnet var också det han helst använde.
När Peter Wieselgren skulle få sitt första betyg i skolan, Växjö allmänna läroverk, ville kyrkoherden Hyltenius ge honom namnet Wieselman, eftersom "vi ha grenar och qvistar förut, men du skall bli en man". Men hans far och rektorn ville helst att Wieselgren ansågs som släktnamn efter "...födelseförsamling och äldre fränder", och den 5 september 1811 skrevs det namnet in i böckerna.
Vid tio års ålder hade han läst igenom hela Bibeln. Han skrev vid den här tiden också en predikan samt diktade ett litet häfte med psalmer. 
Redan som barn hade han fattat avsky för rusdryckerna, och hans motvilja mot dem förstärktes ytterligare genom följande tilldragelse. I Växjö fick han en dag på väg till skolan syn en man som stod innanför gallret i ett av fängelsets fönster och blickade ut med så sorgsna ögon. Det var en ung bonde som under ett rus dräpt sin hustru utan att veta vad han gjorde och därför snart skulle vandra till stupstocken. Den unge gymnasisten greps av medlidande och skaffade sig tillstånd att få besöka den fången. Han hörde skildringen av två unga makars lycka, och hur denna lycka för alltid krossats genom mannens missgärning. Så starkt grep denna bild ur livet den unge Wieselgren, att dryckenskapen förbannelse alltid stod levande för honom.
År 1819 gick Wieselgren igenom en andlig sinnesförändring, och efter en tids oro och sorg över det som han kände syndigt, bad han Gud om ljus och frid. Några likasinnade kamrater anslöt sig, och de bildade därmed en liten förening. Den 24 april 1819 skrev alla under en överenskommelse, där det bland annat stod: "Även avsäga vi oss, ehuru var för sig och utan att betunga andras samvete, allt bruk av spirituösa drycker, som ej gagna hälsan och som kunna genom vanan bliva fördärvliga". Denna förening, som troligen var den första nykterhetsföreningen i Sverige, bestod endast av sex skolelever, senare tio. Sina möten hade de klockan 5 på morgonen, då dom bäst fick vara i fred för sina hånande kamrater. 
År 1820 skrevs Wieselgren in som student vid Lunds universitet, och redan samma höst tog han sin första examen och promoverades efter tre års intensiva studier till filosofie magister. Följande år blev han docent i litteraturhistoria, och därefter inom kort extra ordinarie professor i estetik. Under åren 1823–28 vistades han i Stockholm, där han fick många vänner. Han blev 1828 extra ordinarie vice bibliotekarie vid universitetsbiblioteket i Lund och befordrades 1830 till vice bibliotekarie. 
Wieselgren prästvigdes 1833 och blev samma år kyrkoherde i Västerstads församling i Skåne, där han tillträdde 1834 och blev prost samma år. Hans företrädare på posten hade dött vid 92 års ålder, och den ålderdomsskröplige själasörjaren hade varit oförmögen att handha församlingsvården. Den söndag då den nye kyrkoherden höll sin inträdespredikan stod kyrkan nästan tom – klockaren låg berusad och sov i sakristian. Bönderna var fattiga, okunniga och försupna, skolor fanns inte, sedefördärvet var långt gånget och brotten många. Jordbruket låg i lägervall, men överallt omhuldades dess "binäring", brännvinsbränningen.  Den "måttligaste" mannen i två byar av Västerstads församling berättade för Wieselgren att han dagligen drack minst ett halvt stop (cirka två tredjedels liter) brännvin.
Han grundade där Västerstads nykterhetsförening, som när den verkat ett år, höll en fest, då 100 bönder avlade nykterhetslöfte. Efter tre år var medlemsantalet uppe i 1 600, och då hade 200 bönder slutat upp med att bränna brännvin. När Wieselgren efter 15 år flyttade från Västerstad för att tillträda befattningen som kyrkoherde i Helsingborg, sa man om honom, att "han mottagit församlingen vanvårdad som en vildmark, men lämnade den som en väl skött örtagård". Wieselgren gifte sig den 14 mars 1833 på Mariannetorp i Gudmuntorp med Matilda Catharina Rosenquist (1816–1894), dotter till inspektorn på Löberöd, Magnus Rosenquist och prästdottern Hedvig Maria, född Gullander.
Under 1800-talets första decennier ökade till följd av husbehovsbränningen spritkonsumtionen kraftigt i Sverige. Enligt en spridd men tvivelaktig uppgift skulle den 1829 ha uppgått till 45 liter per invånare och år – att jämföra med cirka fem liter, år 1990.
Redan i slutet av 1820-talet hade prosten Carl Emanuel Bexell bildat Sveriges första nykterhetsförening i Smålands Rydaholm och därefter flera ytterligare. Wieselgren och Bexell kom senare att samarbeta för utbredande av nykterhetssaken. Också ångfartygskonstruktören Samuel Owen startade – efter engelskt mönster – en nykterhetsförening, och i samband med tusenårsfirandet av Ansgars missionsresa till Sverige bildades en rad nykterhetsföreningar år 1832. Rörelsen utvecklades i två grenar – en absolutistisk och en måttlighetsivrande.
Peter Wieselgren var ingen absolutist, även om han har tolkats så. I stadgarna för en förening skrev han att ledamöterna fick måttligt bruka jästa drycker. I samband med invigningen av Västra stambanan 4–5 november 1862 i Göteborg, ville Karl XV en gång skåla med honom, men inte ens då ville han hälla vin i sin bägare. När kungen anmärkte, "Glaset är ju tomt", svarade Wieselgren, "Ja, ers majestät, men hjärtat är fullt". Inspirerad av göticismen och den småländska rudbeckianismen anslöt sig Wieselgren till uppfattningen om att Homeros Troja skulle förläggas till Hönshylte skans i Urshults socken i Småland.
Han blev 1847 kyrkoherde i Helsingborg och utnämndes till domprost i Göteborg den 31 mars 1857. I Göteborg bodde han i domprosthuset i hörnet Korsgatan 22/Vallgatan 28.
Peter Wieselgren jordfästes av Peter Fjellstedt, och ligger begravd på Stampens kyrkogård i Göteborg.
Wieselgrensplatsen i Göteborg och Wieselgrensskolan i Helsingborg är uppkallade efter honom.

## Familj
Peter Wieselgrens föräldrar var jordbrukaren ("dannemannen") Jonas Jonsson i Tubbamåla (1765–1849) och Elin, född Ingemarsdotter (1779–1841, av Wieselska släkten), vars mor Märta (1745–1792) tillhörde Spånhussläkten. Hans släkt kommer från Erengislegården (Gunnarås) i Västra Torsås socken i Kronobergs län där stamfadern Måns Olufsson levde under 1600-talet. 
Peter Wieselgren blev far till Harald Wieselgren och politikern Sigfrid Wieselgren, samt Hedvig Eleonora (1834–1837), Sigfrid Nathanael (1837–1839), Hedvig (1839–1863), Emma (1841–1886), Linnea (1843–1858), Ida (1846–1871, svärmor till John Pontén och mormor till Gustaf Pontén och Johan Pontén), Gerda (1848-1857) och prosten Magnus Wieselgren (1852–1933).

## Minnesstenar och byster

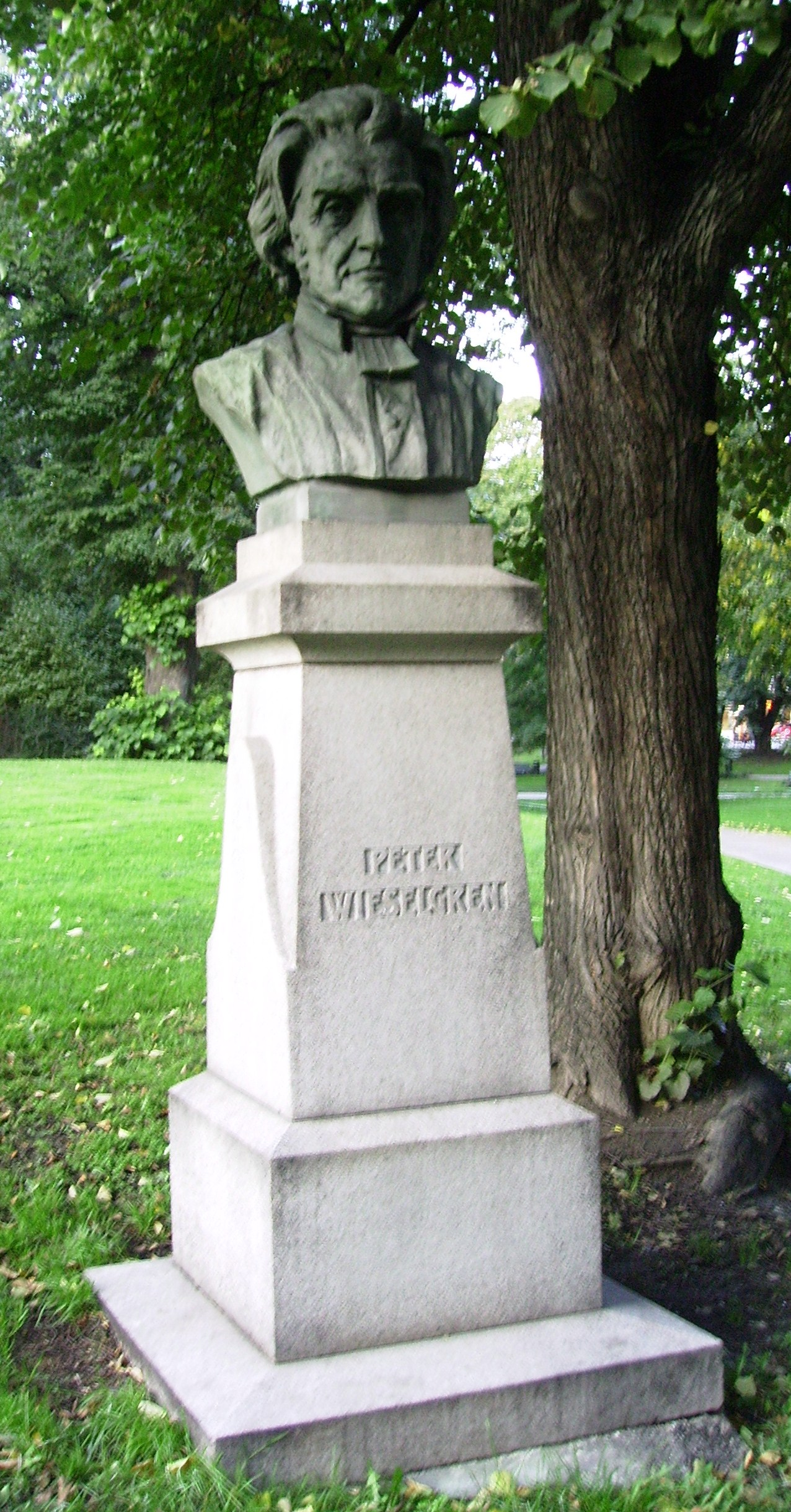
Bronsbyst vid Kungl. Biblioteket i Humlegården, utförd av Gustaf Malmqvist och rest 1910.

- Den 18 september 1880 invigdes på en plats i närheten av Spånhult, strax invid Vislanda–Bolmens Järnväg, en minnessten över Spånhultssonen, ett 4,5 meter högt granitblock från Ulvö i Västra Torsås socken. Det var en av Wieselgrens beundrare, järnvägsbyggaren, kapten Erik Sandell som hade låtit resa stenen och Gunnar Wennerberg, då landshövding i Kronobergs län, som höll tal vid avtäckningen.
- En bronsbyst restes 1910 vid Kungliga Biblioteket i Humlegården, Stockholm, skapad av Gustaf Malmquist.
- En annan bronsbyst står sedan 1910 på Domkyrkoplan utanför Göteborgs domkyrka. Den är skapad av Bror Chronander.
- I Växjö finns en staty, skapad av Arvid Källkvist, rest 1934. Idag står den på Vattentorget framför IOGT-NTO:s fastighet men restes ursprungligen i Linnéparken.

## Priser och utmärkelser
- 1863 – Kungliga priset